# ジュール・リシャール

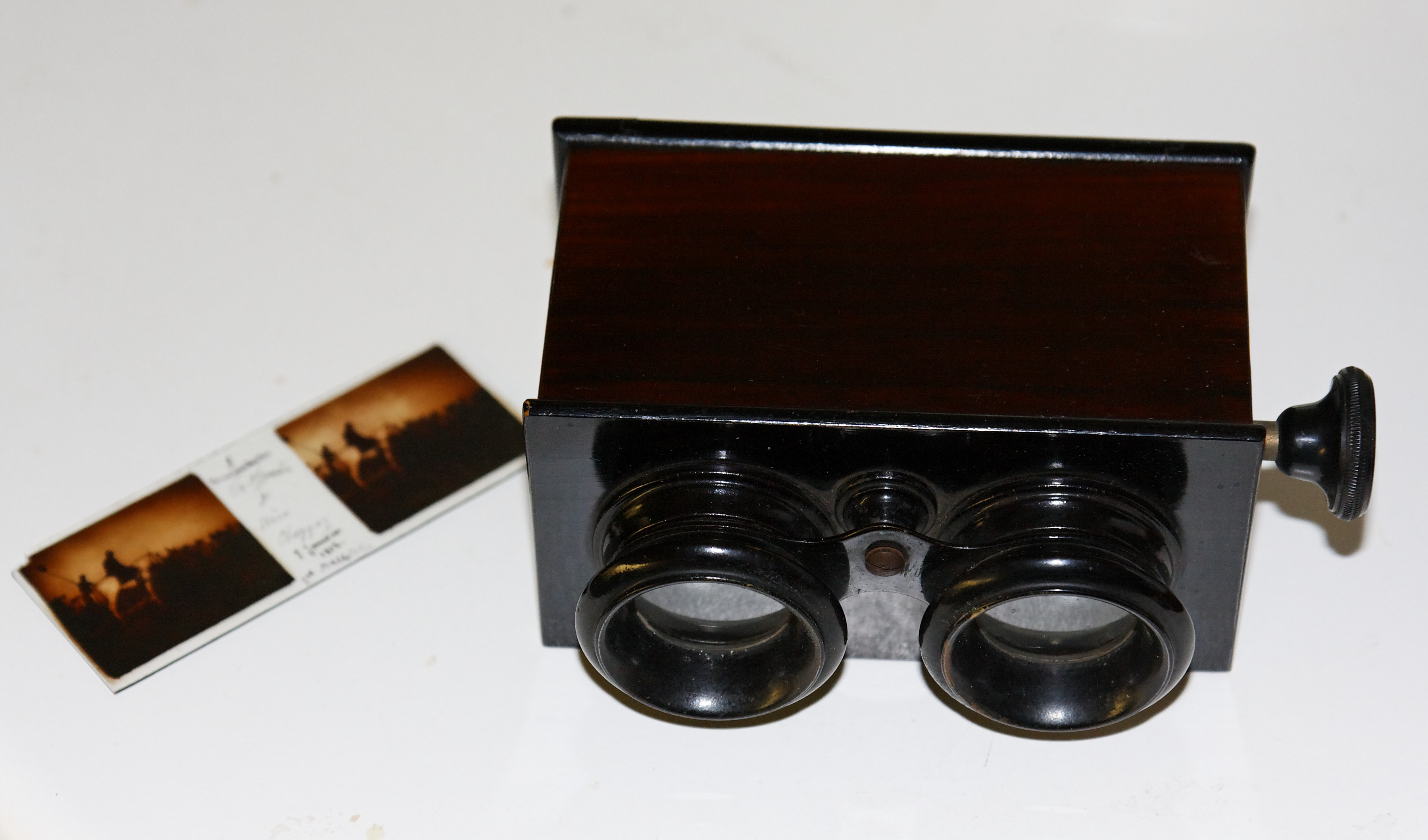
45×107mm判ヴェラスコープ

ジュール・リシャール（Jules Richard ）はフランスにかつて存在したステレオカメラ専業カメラメーカーである。
創業者ジュール・リシャールの信念として「レンズは固定焦点」「シャッターはギロチン」「絞りは孔絞り」であるべきとしており、この例外はピント合わせがヘリコイド式になっているヴェラスコープのみである。
レンズはエ・クラウスからテッサーの供給を受けていた。
日本では大正時代東京・神田の佐藤サンエス堂が扱っていた。

## 製品一覧
- オントスコープ（Ontoscope 、1900年頃から製造） - 高級ステレオカメラ。45×107mm判。レンズはクラウス・テッサー。シャッターはエアポンプ式6速ギロチン。乾板撮り枠、フィルム撮り枠のほかロールフィルムホルダーや12枚用乾板マガジンも用意された。
- ヴェラスコープ（Verascope 1900年頃から製造） - 高級ステレオカメラ。45×107mm判と60×130mm判がある。ピント合わせはヘリコイド式。レンズはクラウス・テッサー。シャッターはエアポンプ式6速ギロチン。乾板撮り枠、フィルム撮り枠のほかロールフィルムホルダーや12枚用乾板マガジンも用意された。
- グリフォスコープI（Glyphoscope I 、1905年頃製造） - ボディーは木製革張り。45×107mm判。レンズが非常に良いこと、レンズとシャッターを外すだけでステレオスコープになることが特長で高い人気を得、曽根春翠堂のトキオスコープ、ドイツのプラスコープやペコスコープなど類似商品が製造された。
- グリフォスコープII（Glyptrhoscope II ） - ボディーが練り物製になった。
- オメオ（Le Homeos 、1913年製造） - 当時の日本では「ホメオス」と呼ばれていた。レンズはクラウス・テッサー28mmF4.5固定焦点。シャッターは1/150〜1/10秒ギロチン。フィルムは35mmを使用する。